# Paralimnophila punctipennis
Paralimnophila punctipennis är en tvåvingeart som först beskrevs av John Obadiah Westwood 1836.  Paralimnophila punctipennis ingår i släktet Paralimnophila och familjen småharkrankar. Inga underarter finns listade i Catalogue of Life.